# Bai Konte
Alhaji Bai Konte (* 1920 in Brikama, Gambia; † 1983) war ein Musiker und Jeli aus Gambia. Er spielte auf dem westafrikanischen Instrument Kora, einer 21-saitigen Stegharfe. Er war der erste Musiker, der dieses Instrument live 1973 in den Vereinigten Staaten beim Newport Jazz Festival spielte.
Zwei seiner vier Söhne Dembo Konte und Sherrifo Konteh sind ebenfalls für ihre Kora-Musik bekannt. Bai Kontes Großvater Ndaba Konteh siedelte seinerzeit aus der Kankaba-Region aus Mali nach Brikama.

## Diskografie
- 1973 – Kora Melodies from The Republic of the Gambia, West Africa
- 1978 – Gambia's Music
- 1979 – Gambian Griot Kora Duets. Aufgenommen im Dezember 1977
- 1989 – Kora Melodies From the Republic of the Gambia, West Africa. Aufgenommen 1973
- 1997 – Simbomba